# Tongye

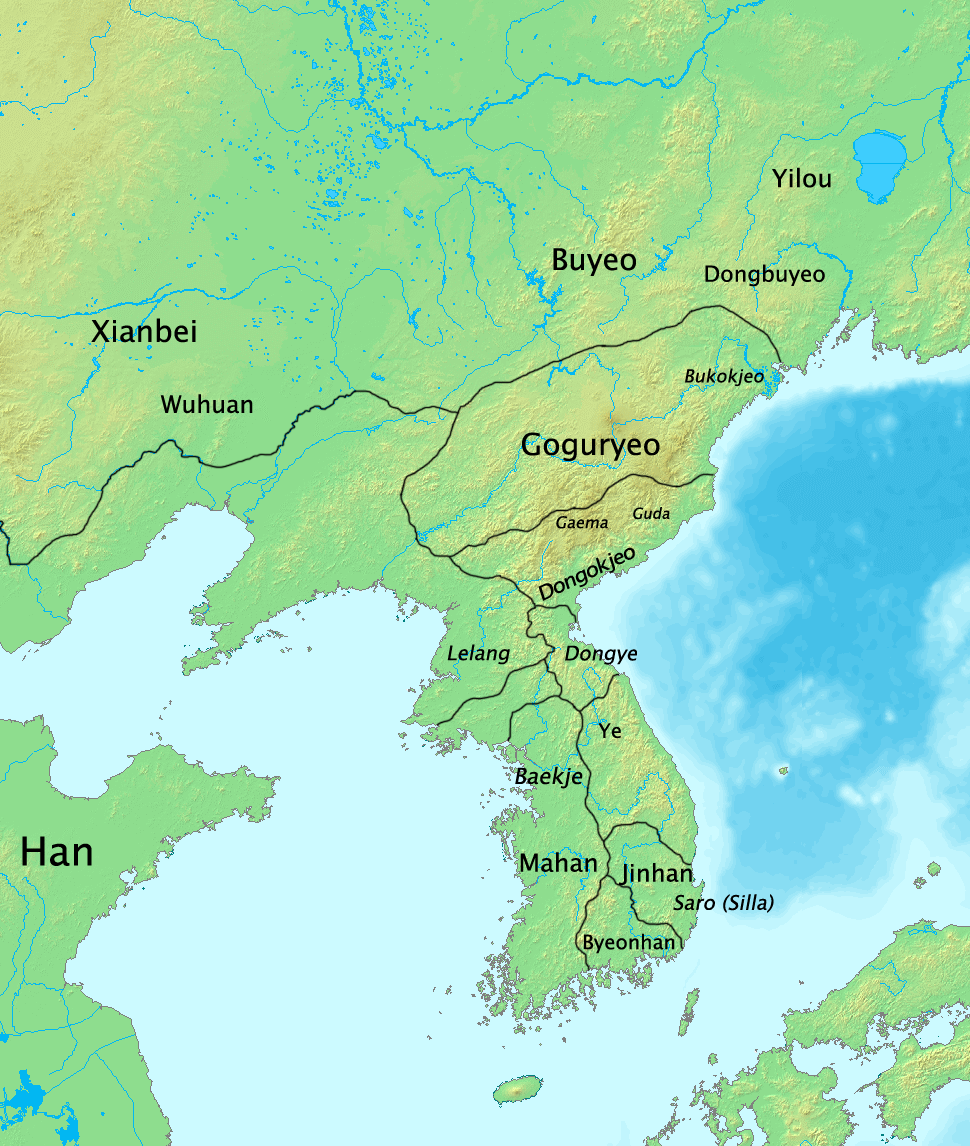
La Corée vers l'an 0

Tongye (동예, 東濊, Dongye en romanisation révisée) était une chefferie située dans l'est de la Corée et qui a existé du IIIe siècle av. J.-C jusqu'au début du Ve siècle. Elle était située entre le Koguryo, le Jinhan et la commanderie chinoise de Lelang. Son territoire correspond environ à l'actuelle province du Kangwon.

## Histoire
Tongye était un État vassal du Koguryo. Au début du Ve siècle sous le règne de Kwanggaeto le Grand, Tongye est annexé par le Koguryo tandis qu'une petite partie au sud est absorbée par Silla.

## Culture
Le peuple de Tongye se considérait du même peuple que celui de Koguryo et partageait sa langue et ses origines ethniques avec Okcho et le Koguryo. Ils se distinguent essentiellement par leurs vêtements et portent des cols plissés. Peu de choses sont connues sur le Tongye. La source principale reste la présentation des peuples barbares de l'est dans les Chroniques des Trois Royaumes, une source chinoise. 
L'économie était basée sur l'agriculture, en particulier la sériciculture et le chanvre. Le festival de Muchon, la danse pour le ciel, était tenu pendant plusieurs jours lors du dixième mois et servait essentiellement à s'assurer d'une bonne récolte l'année suivante. Ils faisaient également des sacrifices pour le tigre qui avait le statut d'une divinité.